# Ролин, Николай Михайлович
Ролин Николай Михайлович (27 октября 1914 — 9 июня 1977) — советский лётчик, Герой Советского Союза, гвардии майор.

## Биография
Родился 27 октября 1914 года в селе Пол-Успенье (ныне — Краснозоренского района Орловской области) в семье служащего.
В 1938 окончил педагогический институт в Курске, работал учителем, затем директором неполной средней школы.
В 1939 пошёл служить в армию, в 1941 окончил Харьковское военное авиационное училище.
На фронт Великой Отечественной войны попал в октябре 1941. Служил штурманом эскадрильи 34-го гвардейского бомбардировочного авиационного полка (в составе 276-я бомбардировочной авиационной дивизия, 1-я воздушная армия, 3-й Белорусский фронт) в звании старшего лейтенанта.
По состоянию на март 1945 совершил 175 боевых вылетов на разведку и бомбардировку войск противника.
На одном из вылетов получил ранение, но смог посадить самолёт на своём аэродроме.
Звание Героя Советского Союза присвоено 29 июня 1945.
После войны продолжил службу в ВВС, в 1955 в звании майора был уволен в запас.
Жил и работал в городе Елец Липецкой области.
Умер 9 июня 1977.

## Награды
- Медаль «Золотая Звезда»;
- орден Ленина;
- два ордена Красного Знамени;
- орден Александра Невского;
- орден Красной Звезды;
- медали.